# Paul Jenisch (Theologe)

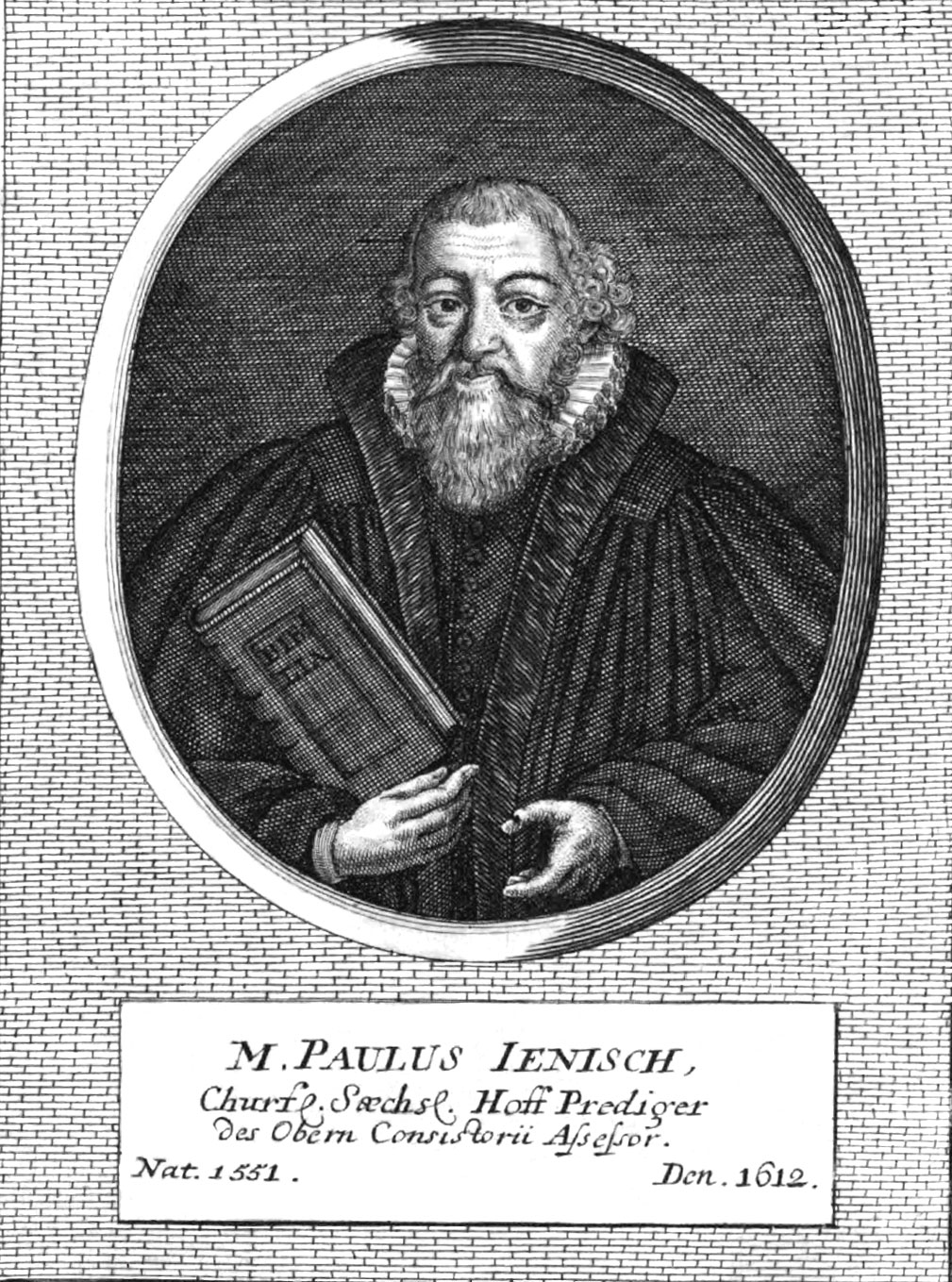
Paul Jenisch

Paul Jenisch, auch: Paulus Jenisch, Jenisius, Jenischius (* 1551 in Annaberg; † 9. November 1612 in Dresden) war ein sächsischer Pädagoge und lutherischer Theologe.

## Leben
Als Sohn des Bergmanns Paul Jenisch d. Ä. (* um 1519; † 26. April 1570 in Annaberg) und seiner Frau Anna Walter († um 1554), der Tochter des Martin Walter, geboren. Nach dem Tod seiner ersten Frau heiratete sein Vater Margaretha Starcke († 23. September 1601 in Eilenburg), die Tochter des Paul Starcke, zudem hatte er einen Bruder gehabt, welcher Hüttereuter und Ratsherr in Annaberg wurde namens Barthel Jenisch (* 1550 in Annaberg; † 29. Oktober 1609 ebd.). Jenisch hatte zunächst Privatunterricht und besuchte später die Schule in Annaberg, wo der Rektor der Schule, Magister Mylius, sein Talent erkannte und ihn förderte. So konnte er sich 1567 an der Universität Leipzig und 1570 an der Universität Wittenberg immatrikulieren. Dort erwarb er am 15. März 1576 den akademischen Grad eines Magisters der Philosophie.
Daraufhin ging er als Konrektor an die Stadtschule seiner Heimatstadt und wurde am 25. Oktober 1581 deren Rektor. Am 29. März 1593 legte er sein Schulamt nieder und übernahm am 4. Januar 1594 eine Pastorenstelle in Eula. Am 7. Juli 1596 wurde er Superintendent der Ephorie Eilenburg und ging 1603 als zweiter Hofprediger nach Dresden. Hier stieg er 1609 zum ersten Hofprediger auf; in dieser Funktion wurde er auch als Assessor am sächsischen Oberkonsistorium tätig. Nach dem Tod von Polykarp Leyser dem Älteren wurde Jenisch 1610 sächsischer Oberhofprediger. Die Aufgabe führte er bis zu seinem Tod aus. Er starb an einer Kolik, die sich aus einem Steinleiden entwickelt hatte. Sein Leichnam wurde am 15. November 1612 in der Dresdner Sophienkirche beigesetzt.

## Familie
Jenisch heiratete 1579 Katharina Koeyter (* 18. Februar 1550 in Annaberg; † 17. Juli 1625 in Leipzig), die Tochter des Annaberger Ratsmitgliedes Johann Coyter († 6. September 1567). Aus der Ehe stammen drei Söhne und eine Tochter. Von den Kindern kennt man:
- Catharina Jenisch, ⚭ am 10. November 1606 mit dem Leipziger Juristen Lic. jur. Caspar Jungermann
- Johannes Jenisch (* 3. Februar 1580) studierte Jura
- Paul Jenisch studierte Jura, war Bürger in Eilenburg und 1617 Amtsschösser ebenda, ⚭ am 5. August 1604 in Eilenburg mit Esther Wartmann, der Witwe des Eilenburger Ratsherrn Peter Wartmann
- Daniel Jenisch (* 20. Januar 1586 in Annaberg; † 5. Oktober 1589)

## Werke (Auswahl)
- ValetPredigten/ Uber den Spruch des Apostels Jacobi: Nemet das Wort Christi an mit sanfftmuht/ das in euch gepflantzt ist/ [et]c.: Zu Eilenburgk in der StadtKirchen/ außgangs des 1603. Jahrs … gehalten. Leipzig 1604 (Online)
- In subitaneam & luctuosam Annaebergae Deflagrationem Epistolae XVI. Threnodiae XXX.: a civibus patriae amantibus, aliisq[ue] conscriptae. Dresden 1604 (Online)
- Himlisch Heer/ Das ist/ Von den heiligen Engeln Gottes Acht Predigten: Nemlich/ Der Spruch Christi Matth. 18. erkleret: Ihre Engel sehen allzeit das Angesicht/ etc. Das Gesicht des Propheten Esaiae/ cap. 6. Die Geschicht von der belagerung der Stadt Dothan/ 2. Reg. 6. Himlischen Hofdieners beschreibung/ Daniel. 10. Das 12. Capitel Tobiae gantz außgelegt. Leipzig 1605 (Online)
- Annaebergae Misniae Urbis Historia: In Duos Libros Digesta; Prior Urbis Descriptionem Sex Et Viginti Capitibus comprehensam proponit: Alter Annales exhibet. Leipzig 1605 (Online)
- Viheschaden/ Das ist: Vom ungewönlichen landtschedlichen abgang des Rindviehes/ so im jar 99. und 1600. … ergangen: Drey Predigten. Leipzig 1606 (Online)
- Eine Tröstliche Leichpredigt deß … Jungfräwleins Christinen, Deß … Christophori Richters … Töchterlein. Welche den 5. Junii am Heiligen Pfingstmontage … entschlaffen. Dresden 1609 (Online)
- Sermon wider die Trunckenheit. Leipzig 1609 (Online)
- Vier lehrhaffte Hochzeitpredigten: I. Uber den Spruch Syrachs im 25. … II. Syrachs im 26. … III. Uber den Spruch zun Ebreern am 13. … IV. Syrach im 7. … Leipzig 1609 (Online)
- Von der Kinderzucht/ Woher es kom[m]e/ das die Jugend heut zu Tage so verderbet/ und wie man sie recht/ wol und Christlich erziehen sol: Zehen Predigten/ Also gestellt/ das die zu viel andern Lehrpuncten nützlich zu gebrauchen sind. Leipzig, 1609 (Online)
- Der CXXVIII. Psalm. Wol dem/ der den Herrn fürchtet/ etc. Leipzig 1609 (Online)
- Eine Christliche Predigt/ Beym Begrebnüß des Weiland … Herrn Polycarpi Lyseri, Der heiligen Schrifft Doctorn und Churf. Sächsisch. HoffPredigers/ auch zu Kirch und Schuelsachen verordneten Raths: Welcher den 22. Februarij. im 1610. Jahr seliglich im Herrn abgeschieden/ und … den 1. Martii in Sophien Kirchen zu Dreßden in sein Ruhebetlein Ehrlich beygesetzt worden ; Erstlich Gedruckt zu Dreßden. Dresden 1610 (Online)
- Von FewerSchäden: Woher Sie sich ursachen/ Was vor Sünd Gott damit strafft/ Und wie man sich recht Christlich und wol drein schicken soll/ Zwo Predigten/ Zu Eilenburgk den 1. und 7. Mai/ Im 1601. Jahr gehalten. Leipzig 1610 (Online)
- Christlicher und Notwendiger Unterricht/ Von Wettern/ Wann und woher sie sich ursachen/ Weß man sich dabey zu erinnern/ Wie man sich bey grossem Ungewitter trösten/ Und dieselben abwenden soll: Auß zwo Predigten zusam[m]en gezogen/ Und in ein Bericht gefaßt. Leipzig 1610 (Online)
- Vier Christliche Predigten/ Bey weiland des Durchlauchtigsten/ Hochgebornen Fürsten und Herrn/ Herrn Christiani des Andern/ Hertzogen zu Sachßen … und Churfürsten … Leichbegängnüsen. Leipzig 1611 (Online)
- Acht Christliche Leichpredigten. Dresden 1611 (Online)
- De vita, gestis atq[ue] obitu Christiani II. Saxoniae … Ducis, Sacrique Rom. Imperii Archimarschalli & Electoris … Narratio: cum Voto Pro incolumitate … Johannis Georgii, Ducis ac Electoris Saxoniae, gubernationem harum terrarum feliciter adeuntis suspecto. Leipzig 1611 (Online)
- Christliche Leichpredigt/ Beym Begräbnüs des … Hansen Adolph Bocks zu Kliphausen … Welcher den 14. Aprilis des 1612 Jahrs … entschlaffen. Dresden 1612 (Online)
- Illustrium Quorundam Vita, dicta, facta, cum beato ipsorum obitu Orationibus IV Succincte exposita. Leipzig 1612 (Online)
- Ehrnpredigt Bey Christlicher Trawung/ Des Durchläuchtigen … Herrn Augusti, Hertzogen zu Sachsen … Und Der auch Durchläuchtigen … Fräwlin Elisabeth, Gebornen Hertzogin zu Braunschweig und Lüneburg/ etc.: Am Newenjahrstag und folgenden Donnerstags des 1612. Jahrs im Churfürstlichen Schloß zu Dreßden. Leipzig 1612 (Online)
- Ehrenpredigt / Bey Christlicher Trawung Des … Herrn Francisci Hertzogen zu Stetin/ Pom[m]ern … Und der … Freulin Sophia, Gebornen Hertzogin aus dem Churfürstlichen Stam[m] Sachßen …: Am 26. und 27. Augusti des 1610. Jahrs zu Dreßden gehalten. Sampt fünff andern Hochzeitpredigten. Leipzig 1612 (Online)